# Cuerpo Superior de Técnicos Comerciales y Economistas del Estado
El Cuerpo Superior de Técnicos Comerciales y Economistas del Estado es el cuerpo de funcionarios de la Administración General del Estado especializado en la elaboración y ejecución de las políticas económica y comercial del gobierno español. 
El amplio conocimiento y formación de sus miembros les califica para cualquier ámbito de la Administración local, regional, estatal y exterior en el que se requiera conocimientos de los aspectos económicos, financieros y comerciales. Desarrollan también funciones relevantes en organismos especializados y reguladores, así como en organismos multilaterales en el ámbito internacional. Su formación económica y comercial viene garantizada por las exigentes pruebas de acceso que, convocadas por el Estado español, son reconocidas meritoriamente tanto a nivel nacional como internacional.
Fue creado en 1984 por la integración de los cuerpos Especial Facultativo de Técnicos Comerciales del Estado y de Economistas del Estado, si bien tiene su origen en el Decreto Ley 681/1930, de 28 de febrero, por el que crea el Cuerpo Técnico de Secretarios y Oficiales Comerciales.

## Historia[1]
Fue creado en 1984 por la integración de los cuerpos Especial Facultativo de Técnicos Comerciales del Estado y el de Economistas del Estado.

### Dos cuerpos distintos
El Cuerpo de Técnicos Comerciales fue creado en 1933 por un Decreto/Ley de Andrés Martínez, el 681 de 1930, con el nombre de Cuerpo Técnico de Secretarios y Oficiales Comerciales. Con ello, el Gobierno reconocía la importancia adquirida por el comercio internacional en los años posteriores a la Gran Depresión y la necesidad de dedicar la atención y los medios especializados a la defensa de los intereses comerciales españoles.
En 1940, manteniéndose las mismas funciones, el cuerpo cambió su nombre por el de Técnicos Comerciales del Estado y en 1950, con la creación del Ministerio de Comercio, quedó consolidado como un referente en la definición de la política económica y comercial de España. El hito fundamental a este respecto fue el Plan de Estabilización de 1959, que permitió la incorporación de España a las instituciones surgidas de los acuerdos de Bretton Woods: Fondo Monetario Internacional, Banco Mundial y GATT (Acuerdo General de Aranceles y Comercio).
Por su parte, el Cuerpo de Economistas del Estado fue creado por Ley de 12 de mayo de 1956, que lo adscribía directamente a Presidencia del Gobierno y le asignaba, entre otras, las funciones de realizar estudios económicos y asesorar a los Centros y Departamentos ministeriales cuyos proyectos repercutieran en la economía del país. Su primer y fundamental logro fue la elaboración y gestión de los Planes de Desarrollo que marcaron la evolución económica durante toda la década de los sesenta y primera mitad de los setenta.
A finales de la década de los 70, el papel de ambos cuerpos fue clave en el diseño y posterior aplicación de la parte económica de los Pactos de la Moncloa. En la primera mitad de los años 80 la tarea fundamental del colectivo consistió en preparar y negociar, en estrecha colaboración con los Ministerios de Asuntos Exteriores, Agricultura e Industria, las condiciones económicas de la adhesión de España a las Comunidades Económicas Europeas.

### Unificación en un único cuerpo
Desde 1984, con la Ley 30/1984 de Medidas de Reforma de la Función Pública, se creó el actual Cuerpo Superior de Técnicos Comerciales y Economistas del Estado (TCEE), fusión de los dos cuerpos, que asumió la responsabilidad principal de las políticas económica y comercial, realizando, como una de sus primeras funciones clave, la contribución a la definición de la Unión Monetaria Europea y la preparación de España para el ingreso en ella.
La historia del Cuerpo de TCEE está ligada temporalmente a la expansión y aplicación práctica de la ciencia económica. El Cuerpo de TCEE ha sido un importante protagonista de diversos hitos de la Historia económica española, algunos tan destacados como la inclusión de la peseta en el Sistema Monetario Europeo, el desarrollo del ECU y las posteriores negociaciones de la Unión Monetaria Europea y el Euro. Otras ramificaciones trascendentales son la creación del Fondo de Ayuda al Desarrollo (actual Fondo para la Internacionalización de la Empresa), la participación en todas las rondas liberalizadoras del GATT y la Organización Mundial del Comercio (OMC) o la creación de todo el entramado de apoyo a la internacionalización de la empresa española, que gira en torno al Instituto Español de Comercio Exterior (ICEX), la Compañía Española de Financiación del Desarrollo (COFIDES) y la Compañía Española de Seguro de Crédito a la Exportación (CESCE). Asimismo, los TCEE han sido un actor principal en la consolidación e institucionalización de la política de promoción de la competencia y la política regulatoria que, entendida en sentido amplio, incluye tanto las reformas de los mercados de productos, servicios y factores (sin olvidar el importante sector energético) como la creación de la Comisión Nacional de la Competencia (actual Comisión Nacional de los Mercados y la Competencia).

## Funciones y destinos
Una característica del Cuerpo de Técnicos Comerciales y Economistas del Estado es la versatilidad en las funciones y destinos a los que puede optar. En la Administración española, los TCEE desempeñan su labor principalmente en el Ministerio de Economía, Industria y Competitividad y, también, en el Ministerio de Hacienda y Administraciones Públicas. 
En el Ministerio de Economía, Industria y Competitividad, los TCEE están presentes en la Secretaría de Estado de Economía y Apoyo a la Empresa, y dentro de esta, en la Secretaría General del Tesoro y Política Financiera, en las Direcciones Generales de Política Económica y de Análisis Macroeconómico y Economía Internacional.  Asimismo, los TCEE se encuentran en todo el organigrama de la Secretaría de Estado de Comercio, que incluye la red de Oficinas Económicas y Comerciales en el exterior, los servicios comerciales de las representaciones españolas en organismos internacionales (Representación Permanente de España ante la Unión Europea, OCDE y Naciones Unidas), Cámaras de Comercio de España en el Exterior, organismos estatales como el Instituto Español de Comercio Exterior (ICEX) y en las delegaciones territoriales repartidas por las distintas comunidades autónomas.
También se encuentran en organismos independientes como la Autoridad de Competencia y Regulación, la Comisión Nacional de los Mercados y la Competencia y la Autoridad Independiente de Responsabilidad Fiscal.
Los miembros del Cuerpo también están presentes en otros departamentos de la Administración General del Estado, ya que pueden desempeñar cargos en todos aquellos órganos con marcado carácter económico.
En la Administración europea, los TCEE ejercen funciones relacionadas con políticas económicas y comerciales tanto en la Comisión Europea como en el Parlamento Europeo.
En los organismos internacionales, los miembros del Cuerpo desempeñan su labor en las Instituciones Financieras Internacionales, como el Fondo Monetario Internacional, el Grupo Banco Mundial y los Bancos Regionales de Desarrollo.

## Miembros más destacados
El número de TCEE que han adquirido notoriedad por su contribución a la economía española –en el ámbito académico, de la Administración o de la empresa privada– es muy amplio. Sin que la relación sea exhaustiva, se puede mencionar a los siguientes:
Vicepresidentes del Gobierno: Enrique Fuentes Quintana, Juan Antonio García Diez, Pedro Solbes y Nadia Calviño
Ministros del Gobierno: Pedro Solbes, Luis de Guindos, José Manuel Soria, Álvaro Nadal, Jordi Sevilla, Álvaro Rengifo Calderón, Juan Antonio García Díez, Agustín Cotorruelo, Carlos Bustelo, Luis Gámir, Matías Rodríguez Inciarte, Carlos Cuerpo.
Gobernadores del Banco de España: José Ramón Álvarez Rendueles, Luis Ángel Rojo Duque, Jaime Caruana Lacorte, Miguel Ángel Fernández Ordóñez y Luis María Linde. De los seis gobernadores que el banco ha tenido en el período democrático, cinco han pertenecido a este cuerpo.
Secretarios de Estado: Agustín Hidalgo de Quintana, Luis de Velasco, Apolonio Ruiz Ligero, Miguel Ángel Feito, Pedro Mejía Gómez, Silvia Iranzo Gutiérrez, Alfredo Bonet Baiget, Jaime García-Legaz, Xiana Méndez, Pedro Pérez Fernández, José Ramón Álvarez Rendueles, Guillermo de la Dehesa, Miguel Ángel Fernández Ordoñez, Manuel Conthe, Luis de Guindos, Fernando Jiménez Latorre, Iñigo Fernández de Mesa, Ana de la Cueva Fernández, Gonzalo García Andrés, Ricardo Martínez Rico, Alberto Nadal, Nemesio Fernández Cuesta, Miquel Nadal Segalá, Fernando Eguidazu Palacios.
En Organismos Internacionales, la presencia de TCEE también es cuantiosa, destacando Jaime Caruana como director general del Banco de Pagos Internacionales (BIS) y como Jefe del Departamento de Mercados Monetarios y de Capitales del Fondo Monetario Internacional (FMI), Manuel Conthe como Vicepresidente para el Sector Financiero del Banco Mundial o Antonio Carrascosa como miembro de la Junta Única de Resolución del Mecanismo Único de Resolución de la Unión Europea.
Otros miembros del Cuerpo han destacado por sus aportaciones al mundo académico como catedráticos. Es el caso, entre otros, de Enrique Fuentes Quintana, Luis Ángel Rojo, Manuel Varela Parache, Luis Gámir, Ramón Tamames, Jaime Requeijo, Ángel Viñas, Paulina Beato o José Miguel Andreu. 
Finalmente, también hay un elevado número de miembros del Cuerpo que han ocupado y ocupan puestos de liderazgo en empresas públicas y privadas así como en bancos y entidades financieras.